# La Villetelle
La Villetelle är en kommun i departementet Creuse i regionen Nouvelle-Aquitaine i de centrala delarna av Frankrike. Kommunen ligger i kantonen Crocq som tillhör arrondissementet Aubusson. År 2022 hade La Villetelle 166 invånare.

## Befolkningsutveckling
Antalet invånare i kommunen La Villetelle
Referens:INSEE